# قبل الميلاد
قبل الميلاد هو التاريخ المعروف بفترة ما قبل ميلاد السيد المسيح يسوع الناصري (عيسى ، عند المسلمين) وتختصر بالعربية بـ ق.م. وبالإنجليزية (BC).
وأيضا يستخدم (AD) وهي اختصار للكلمات اللاتينية (Anno Domini) أي سنة السيد، وهو بالعربية ميلادي أو م.

## الترتيب الزمني والترميز
يستخدم الـتقويم الغربي المصطلح قبل الميلاد للدلالة على التاريخ بدأ من السنة المفترض أن المسيح يسوع الناصري (عيسى) ولد فيها. قدم هذا النظام على يد الراهب ديونيسيوس أكزيوجوس سنة 525 ميلادي والذي عرف هذا النظام التقويمي anno domini (أنو دوميني) أو سنة السيد. بعد قرنين من الزمن، قام المؤرخ الأنجلوساكسوني بيدى بإضافة ما قبل ميلاد المسيح (ante incarnationis dominicae) للدلالة على الأعوام التي سبقت التاريخ المفترض لميلاد السيد المسيح.